# Tippett Studio
Tippett Studio è una società di effetti visivi specializzata in immagini generate al computer (CGI) per film, serie e spot televisivi. Phil Tippett ha fondato lo studio nel 1984.

## Storia
Tippett Studio ha iniziato come società specializzata in animazione Stop-motion e della sua evoluzione Go-motion. Ha inoltre progettato e costruito oggetti di scena per le azioni dal vivo per film come RoboCop, RoboCop 2, Tesoro, mi si sono ristretti i ragazzi, e Ghost - Fantasma. A partire dal 1991, Tippett Studio passano alla CGI per il film Jurassic Park uscito nel 1993 sviluppando il Digital Input Device (DID). Il DID era una nuova tecnologia degli effetti, in cui si piazzano dei sensori collegati al computer, nelle giunzioni mobili dei modelli tridimensionali reali dei personaggi, animando il modello reale, il movimento veniva riportato nel modello 3D digitale.
Il film del 1997 Starship Troopers - Fanteria dello spazio diretto da Paul Verhoeven, divenne il progetto più grande dell'azienda, con oltre 500 scene contenenti effetti. Per questo lavoro Tippett Studio ricevette un'altra nomination ai premi Oscar. All'inizio del 2000 lo studio è tornato a lavorare con Paul Verhoeven nel film L'uomo senza ombra dove Craig Hayes ha co-curato la creazione della versione invisibile di Sebastian, il cui profilo diventa visibile in presenza di vapore, pioggia, acqua e persino sangue. Per questi effetti visivi ricevettero un'altra nomination ai premi Oscar.

## Filmografia
- Prehistoric Beast, regia di Phil Tippett - cortometraggio d'animazione (1984)
- L'avventura degli Ewoks (The Ewok Adventure), regia di John Korty (1984)
- Il ritorno degli Ewoks (Ewoks: The Battle for Endor), regia di Jim & Ken Wheat (1985)
- Howard e il destino del mondo (Howard the Duck), regia di Willard Huyck (1986)
- Il bambino d'oro (The Golden Child), regia di Michael Ritchie (1986)
- RoboCop, regia di Paul Verhoeven (1987)
- Willow, regia di Ron Howard (1988)
- Ghostbusters II, regia di Ivan Reitman (1989)
- Tesoro, mi si sono ristretti i ragazzi (Honey, I Shrunk the Kids), regia di Joe Johnston (1989)
- RoboCop 2, regia di Irvin Kershner (1990)
- RoboCop 3, regia di Fred Dekker (1993)
- Jurassic Park, regia di Steven Spielberg (1993)
- Teste di cono (Coneheads), regia di Steve Barron (1993)
- Tre desideri (Three Wishes), regia di Martha Coolidge (1995)
- Tremors 2: Aftershocks, regia di Steven Seth Wilson (1996)
- Dragonheart, regia di Rob Cohen (1996)
- Starship Troopers - Fanteria dello spazio (Starship Troopers), regia di Paul Verhoeven (1997)
- Armageddon - Giudizio finale (Armageddon), regia di Michael Bay (1998)
- Amori & incantesimi (Practical Magic), regia di Griffin Dunne (1998)
- Virus, regia di John Bruno (1999)
- Martin il marziano (My Favorite Martian), regia di Donald Petrie (1999)
- Haunting - Presenze (The Haunting), regia di Jan de Bont (1999)
- Komodo, regia di Michael Lantieri (1999)
- L'uomo bicentenario (Bicentennial Man), regia di Chris Columbus (1999)
- Mission to Mars, regia di Brian De Palma (2000)
- L'uomo senza ombra (Hollow Man), regia di Paul Verhoeven (2000)
- Evolution, regia di Ivan Reitman (2001)
- Come cani e gatti (Cats & Dogs), regia di Lawrence Guterman (2001)
- The One, regia di James Wong (2001)
- Blade II, regia di Guillermo del Toro (2002)
- Men in Black II, regia di Barry Sonnenfeld (2002)
- The Ring, regia di Gore Verbinski (2002)
- Che fine ha fatto Santa Clause? (The Santa Clause 2), regia di Michael Lembeck (2002)
- La leggenda degli uomini straordinari (The League of Extraordinary Gentlemen), regia di Stephen Norrington (2003)
- Matrix Revolutions, regia di Fratelli Wachowski (2003)
- Hellboy, regia di Guillermo del Toro (2004)
- Starship Troopers 2 - Eroi della federazione (Starship Troopers 2: Hero of the Federation), regia di Phil Tippett (2004)
- La donna perfetta (The Stepford Wives), regia di Frank Oz (2004)
- Catwoman, regia di Pitof (2004)
- Constantine, regia di Francis Lawrence (2005)
- The Mask 2 (Son of the Mask), regia di Larry Guterman (2005)
- Le avventure di Sharkboy e Lavagirl in 3-D (The Adventures of Sharkboy and Lavagirl 3-D), regia di Robert Rodriguez (2005)
- Shaggy Dog - Papà che abbaia... non morde (The Shaggy Dog), regia di Brian Robbins (2005)
- Santa Clause è nei guai (The Santa Clause 3: The Escape Clause), regia di Michael Lembeck (2006)
- Pirati dei Caraibi - La maledizione del forziere fantasma (Pirates of the Caribbean: Dead Man's Chest), regia di Gore Verbinski (2006)
- La tela di Carlotta (Charlotte's Web), regia di Gary Winick (2006)
- Come d'incanto (Enchanted), regia di Kevin Lima (2007)
- La bussola d'oro (The Golden Compass), regia di Chris Weitz (2007)
- Cloverfield, regia di Matt Reeves (2008)
- Spiderwick - Le cronache (The Spiderwick Chronicles), regia di Mark Waters (2008)
- Beverly Hills Chihuahua, regia di Raja Gosnell (2008)
- Racconti incantati (Bedtime Stories), regia di Adam Shankman (2008)
- Jonas Brothers: The 3D Concert Experience, regia di Bruce Hendricks (2009)
- Drag Me to Hell, regia di Sam Raimi (2009)
- The Twilight Saga: New Moon, regia di Chris Weitz (2009)
- The Twilight Saga: Eclipse, regia di David Slade (2010)
- Cani & gatti - La vendetta di Kitty (Cats & Dogs: The Revenge of Kitty Galore), regia di Brad Peyton (2010)
- Piranha 3D, regia di Alexandre Aja (2010)
- L'ultimo dei Templari (Season of the Witch), regia di Dominic Sena (2011)
- Priest, regia di Scott Stewart (2011)
- I Puffi (The Smurfs), regia di Raja Gosnell (2011)
- The Twilight Saga: Breaking Dawn - Parte 1 (The Twilight Saga: Breaking Dawn - Part 1), regia di Bill Condon (2011)
- Immortals, regia di Tarsem Singh (2011)
- Biancaneve (Mirror Mirror), regia di Tarsem Singh (2012)
- Hemingway & Gellhorn, regia di Philip Kaufman (2012)
- Ted, regia di Seth MacFarlane (2012)
- The Twilight Saga: Breaking Dawn - Parte 2 (The Twilight Saga: Breaking Dawn - Part 2), regia di Bill Condon (2012)
- After Earth, regia di M. Night Shyamalan (2013)
- Star Wars - Il risveglio della Forza, regia di J. J. Abrams (2015)
- Ted 2, regia di Seth MacFarlane (2015)
- League of Gods (封神传奇), regia di Koan Hui (2016)
- Solo: A Star Wars Story, regia di Ron Howard (2018)
- Mad God, regia di Phil Tippett (2021)